# Parafia św. Wacława w Irządzach
Parafia Świętego Wacława – parafia rzymskokatolicka w Irządzach (diecezja kielecka, dekanat lelowski). Została erygowana w XVIII wieku. Mieści się pod numerem 145. Duszpasterstwo w niej prowadzą księża diecezjalni.

## Historia
Parafia jest jedną z najdawniejszych. Wieś miała być uposażeniem żon książąt polskich jak Dąbrówki, Ryksy i innych. Stąd miała powstać jej nazwa: rządze – rządy. W 1220 r. biskup krakowski Iwo Odrowąż, przyznał dziesięciny z tej wsi klasztorowi w Mstowie. Część wsi należała do dziedziców stanu rycerskiego, a część do klasztoru. W 1325 r. plebanem w Irządzach był Ulryk, dający świętopietrze. Dekanat Irządzki składał się z 25 parafii. W XIV i XV w. w okolicy żyła szlachta herbu Lis, która fundowała kościoły w Irządzach, Goleniowach i Słupi. W 1390 r. kościół był przebudowany przez Stefana Swiętopełka herbu Lis. 5 maja 1400 na wiecu w Krakowie wystąpił Stefan, podkomorzy sieradzki i jego żona Elżbieta przeciw Katarzynie, wdowie po Przybkonie, wojewodzie z Irządz o pole zwane Poświętne.
W 1452 r. Andrzej z Sadowia, doktor dekretów, rektor kościoła w Irządzach dokonał ugody z Janem Pukarzowskim. Wizyta Kaźmierskiego świadczy, że pleban posiadał trzy staje pola, oraz czynsz z karczmy wartości 20 florenów rocznie. Jus tabernae przysługiwało mu od 1363 r. W 1475 r. Stefan Światopełk, do którego należała w tym czasie Słupia, zapisał kościołowi na dobrach Mysłowice 6 grzywien oprócz zapisów z 1475 i 1487 r. Światopełka, chorążego przemyskiego. W 1515 r. Mikołaj Wierzbięta, dziedzic Wilkowa, zapisał brzeg rzeki Krtyni na sadzawkę dla plebana. W połowie XV wieku stał w Irządzach murowany kościół parafialny, zbudowany przez Świętopełka herbu Lis. Ten sam Świętopełk, wojewoda łęczycki, który w 1310 r. za zgodą swych synów Klemensa i Stefana, darował wieś Raków klasztorowi Cystersów w Jędrzejowie, co podaje w Herbach Rycerskich Polski B. Paprocki. Irządze za czasów Jana Długosza były stolicą dekanatu (decanatus nunc de Lelovia). Dziedzicem wsi był Stefan Światopełk. Część wsi należała do Jana Pukarzowskiego herbu Śreniawa. Mikołajewice posiadał Światopełk. Wilgosze, Wygiełzów, Zawartkę posiadał Pukarzowski. Zawady posiadał Światopełk, Sadowie posiadał Paweł Sadowski, Woźniki posiadał Jakub herbu Pobóg, Ołudze należały do prepozyta miechowskiego a Gołuchowice należały do Gołuchowskich herbu Lis.
Według Jana Długosza dziesięcina z Kobylczyc dawana kościołowi w Mstowie szła pierwotnie do kościoła w Irządzach, lecz została zamieniona na dziesięcinę z Zadusznik. W 1595 r. wieś Irządze należała do Stanisława Bolestraszyckiego i do Misiowskiego. Krzysztof Pieniążek, rotmistrz Stefana Batorego i Zygmunta III w 1607 r. opisując swe życie relacjonował, że w ziemi krakowskiej, sprzedał Irządze, Zawartkę: Łopuszno, Zamoście, Rutkę, Zarabie. W 1643 r. Adam Misiowski ufundował przy kościele w Irządzach prepozyta i 2 misjonarzy, których obowiązkiem było mieć curam animarum (pieczę duchowną), głosić kazania w święta, zaś w niedzielę katechizować lud, oficjum o Matce Boskiej i śpiewać msze święte wotywne co czwartek i co sobotę z nauczycielem i organistą. Ponadto, w uroczystość Imienia Jezus i w pierwszą Niedzielę Różańcową mieli odprawiać uroczyste wotywy z wystawieniem Najświętszego Sakramentu, we wszystkie święta Matki Boskiej, św. Antoniego, św. Jana Nepomucena na mszach odprawiać dwa aniwersarze: za fundatorów (Adama Misiowskiego) oraz za Braci i Siostry Różańca świętego. 2 kwietnia 1644 Piotr Gembicki, biskup krakowski, skasował tytuł plebania, i nadał proboszczowi prepozyta. Największy dzwon jest również fundacją Misiowskich w 1660 r.
Za czasów wojen szwedzkich odbyła się pod Irządzami bitwa między wojskami polskimi a najeźdźcą Rakoczym. Kościół i wieś były zrabowane i spalone. Po wojnie kościół został odbudowany, ale stracił dawną okazałość: mury i wieża zostały obniżone, a sklepienia zostały zastąpione belkowanym stropem z desek. Wygląd kościoła opisano w Dziejach Polski Augusta Sokołowskiego. Dalszą historię kościoła przekazuje płyta pod chórem z napisem:

Ku powiększeniu chwały Bożej kościół za bytności śp. ks. Kanonika Przybyłko, proboszcza tutejszej parafii staraniem wielkiego księcia Kajetana Szymkiewicza wikariusza tutejszej parafii w r. 1894. Pomalowany staraniem wielkiego księcia Noszczyka wikariusza tej parafii, kosztem pobożnych parafian w 1910 r.

Podczas tej restauracji dodane zostały kaplice i kruchta frontowa. 

### Wygląd zewnętrzny i wewnętrzny kościoła
Kościół stoi na wzgórzu przy drodze. Jest pokryty białą blachą, na dachu wznosi się wieża – sygnatura. Front kościoła stanowi wyniosła kwadratowa wieżyca, nadbudowana z drzewa, obita deskami pokrytymi blachą w karo. Szczyt tworzy wieża barokowa. Na części murowanej stoją figury świętych Stanisława, Wojciecha i Wacława, u stóp której jest rok 1894. Do wieży dostawiona jest kruchta z trzema wejściami. Na szczycie kruchty stoją figury Niepokalanej Panny, św. Jacka i Jana Nepomucena. Styl kościoła jest gotycki, którego różne naleciałości i zmiany nie były w stanie zatrzeć. Kościół jest wysoki, wsparty skarpami, ma kształt krzyża. W prezbiterium sklepienie jest renesansowe ozdobione łukami, arkadami, ma okien cztery. W nawie jest sufit, dwa okna w ścianie i dwa okna na chórze. Posadzka marmurowa jest w tafle czarne i białe oraz ma terakotowe dywany. W głównym ołtarzu stojącym w absydzie, wymurowanym w kształcie sarkofagu w stylu empire, nastawę zdobią pilastry, na których kapitelach znajdują się pomniki modlących się aniołów. Na szczycie, na tle okrągłego okna, wśród promieni i obłoków znajduje się obraz Ducha Świętego. Obraz Matki Bożej Większej (Maggiore) zdobi metalowa sukienka tłoczona. Na zasuwie jest św. Wacław, patron kościoła. Na konsolach obok ołtarza na pomnikach przedstawieni są: św. Stanisław, Wojciech, Tekla z krzyżem i palmą oraz św. Barbara. Figury są wykonane w stylu barokowym. Między figurami są dwa empirowe wazony przyścienne, dużych rozmiarów. Obok ołtarza na marmurowej tablicy wyryty jest dokument konsekracji ołtarza. Pierwsza z trzech płyt z czarnego marmuru:

D O M.
A. D. MCCCXCYI D. XVI septembris
Excilentis. ac Rdssimus Thomas Theophil
Kuliński Episcopus Kielcensis in hac ecclesia
ampliata et totaliter renovata consecravit
altare M. in hon. S. Venceslai et reliquias
SS. MM. Irenei et Optati in co inclusit.

Przed ołtarzem wisi stara barokowa lampka z XVII w. W ramionach nawy po stronie Ewangelii stoi ołtarz z figurą św. Antoniego, obok niego są święci. W niszy jest św. Franciszek z księgą z napisem:
„Pragnę cierpieć i być wzgardzonym dla Ciebie Panie.”
Obok – kaplica, mająca sufit i okien cztery. W ołtarzu trzy nisze; w głównej obraz św. Izydora, klęczącego u stóp krzyża. Święty przedstawiony jest w krakowskiej sukmanie. W głębi obrazu anioł orze wołami, dalej widać kościół. Po bokach są św. Piotr i Paweł. Nisko obraz Serca Jezusowego. Po stronie przeciwległej stoi ołtarz z trzema framugami. W nich Jan Nepomucen między św. Jadwigą i św. Kazimierzem. W sąsiedniej kaplicy stoi ołtarz z obrazem Zwiastowania N.M.P, zaś w niszach są rzeźby św. Jacka i Rocha. Kaplice oświetlają cztery okna.
W arkadzie tej kaplicy są pomniki:

śp. Stanisław Schulz, dziedzic dóbr Irządze
ur. 1836 1882 r. O wieczny odpoczynek za duszę
jego prosi żona Ludwika

Pozostałe płyty marmurowe:

D O M.
Antoniemu naddziadowi * Florjanowi prapradziadowi*
Michałowi pradziadowi Józefowi dziadowi*
Jackowi Ojcu* Antoniemu bratu* Misiewskim*
Irządz z przyległościami dziedzicowi ostatnia z domu
Misiewskich* Józefa Straszewska na wieczną pamiątkę
ten kamień położyła prosząc o pobożne westchnienie*
R. P. 1803.

Po przeciwległej stronie znajduje się pomnik z szarego marmuru:

Danielowi Rayskiemu
Komisarzowi administracyjnemu* Radcy Wojewódzkiemu
Sędziemu pokoju* Kawalerowi Orderu św. Stanisława 3 klasy*
najlepszemu małżonkowi oycu ur. 1775 r. zm. 1839 przywiązana
żona wraz z dziećmi pomnik ten położyła.
Herby: Kietlicz i Stary Koń.

Pod chórem pomnik z herbem Ślepowron:

D O M.
Józefa z Łuczyckich 1° v. Czernicka 2° Sikorska
w dn. 2 sierp. 1849 życie zakończyła przeżywszy lat 45
Przywiązany maż Kazimierz Sikorski wraz z dziećmi Marjanną Kuleszyńską,
Włodzimierzem Czernickim, Janem, Bronisławem Sikorskimi
ten pomnik kładą prosząc o westchnienie.

### Ambona
Ambona jest bardzo oryginalna, w kształcie łodzi płynącej po falach, z których wyłaniają się potwory takie jak rusałka i inne. Jest to obraz naszego życia płynącego ku wieczności. W falach życia różne pokusy odwodzą nas od Boga. Ambonę zdobią barokowe esy, godła czterech Ewangelistòw, chorągwie przypominające herb Radwan. Na ambonie zarzucona jest sieć Piotrowa:
„Odtąd już lud i łowić będziesz.”
Górna część przypomina maszt z dziesięcioma przykazaniami Bożymi. To nasze obowiązki trzymać się łodzi Piotrowej, dziesięciu przykazań. Na szczycie Anioł – symbol sądu Bożego, który nas czeka. Zwracają też uwagę piękne, kryte konfesjonały w kaplicach.

### Zakrystia
Po stronie Epicentrum głównego ołtarza jest zakrystia z wyjściem na cmentarz. Po stronie przeciwległej jest skarbczyk. W zakrystii są sufit, dwa okna, stary gotycki lawatarz rzeźbiony z ciosu ze zlewem do pisciny. W żelaznej skrzyni znajdują się paramenty kościelne. Są to między innymi stary kielich z herbem Radwan i inicjałami, współczesny ambonie.
Monstrancja jest wysoka, gotycka, ozdobiona wieżyczkami. Na szczycie pod wieżyczką stoi Niepokalana Panna wśród promieni. Pod bocznymi wieżyczkami są św. Wacław i św. Stanisław. Podstawa Melchizedeka jest w kształcie kolumny podtrzymywane przez aniołów. Napis:
„Rndus D. Joannes a Przyrow Parochus.”
Nowe ornaty zamówił ksiądz proboszcz Kamiński:

IRZANDZEN. Dec. Rural. Lelovien sumptu piorun
hominum ac suo proprio usu ecclesiae parochial
Irzandzen. confra (ter) nitate S. Annae
perpetuo comparavit Ano Dni 1638 oretur pro
benefactoribus. Comparatum 403 florenis habet in se marcas 20 et uncias.

### Dzwony
Na jednym:
IHS. A. D. 1618
Na drugim:
w Warszawie 1884 r. kan. i prob.
Na trzecim, największym:
VOX DOMINI IN VIRTUTE EJUS...
Pan Jezus jest na krzyżu, św. Stanisław ma herb Nałęcz między inicjałami Misiowskich de Śmilowa Wola.

### Różaniec
Różaniec w Irządzach ufundowano w 1738 r, aprobowano w Konsyliarzu Krakowskim. Fundatorem był Michał de Śmilowa Wola Misiowski, łowczy chęciński, dziedzic Irządz, zapisujący na ten cel 7000 flor. Zaś 1040 flor zapisała pani Aleksandra z Bystrzonowskich Misiowska w 1756 r., wdowa po Michale na majątkach Biała i Turzyniec dla mansjonarzy ołtarzy św. Antoniego i Jana Nepomucena w kaplicy różańcowej, która była od strony południowej. Mansjonarze ufundowani tu byli w 1644 r. W 1781 r. kolatorem i opiekunem różańca był Jacek ze Śmilowej Woli Misiecki, starosta Białogrodzki, dziedzic Irządz, który umarł w 1796 r. Ksiądz proboszcz Pagowski pochował go pod wielkim ołtarzem. W 1801 r., gdy oczyszczano groby, trumny Jacka i Antoniego Misiewskich pozostawiono nietknięte. W 1712 r. Florian Misiecki zapisał na Różaniec 1000 zł, 1839 r. Józefa Raczyńska dziedziczka Sadowia 3000 zł. Pomnik na zewnątrz kościoła w ścianie:

Tu leży Józefa z Świednickich Czaplińska zeszła z tego świata Dn. 26 marca 1804 r. ta prosi o pobożne i miłosierne westchnienie

### Plebania
Plebania pochodzi z XVII wieku. Jest to dom barokowy, o podwójnym dachu i z gankiem z czterema filarami. W ogrodzie plebańskim znajduje się szpaler z drzew grabowych. W domu plebańskim wisi dużych rozmiarów obraz św. Katarzyny w stylu barokowym. Święta ma rękę złożoną na piersi. Po lewej ręce widać świątynie pogańską jako 2 kolumny.

## Plebani
- W 1452 r. dr dekretów Andrzej z Sadowia, w 1529 r. Jan Czyrmiński kanonik.
- W 1616 do 1638 r. był proboszczem Jan z Przyroda, odtąd ks. Jan Kotowicz wikary.
- W 1648 r. X. Jan Leski wik. X. Grzegorz Kowalicki wik. 1654 r. X. Kacper Skotnicki wik. W 1643 r. Adam Misiewski S. I. Kr. M. dziedzic Irządz ufundował prepozyturę.
- W 1666 r. X. Franc. T Mag. Nauk. Wyz. Dr Fil. proboszcz Irządz
- W 1673 r. prepozyt i oficjał pilecki prob. irządzki i szaniecki.
- R. 1714 X. Jan Franc. Swierzbiński prep. (Swierklinski) S. Kr. Mci. żył w 1733 r.
- R. 1738 X. Franc. Pacynowski prep. Irządz i Niedźwiedzia. Za tego prepozyta odbyła się wizyta Adama Komorowskiego prep. i ofic. Pileckiego w 1748 r. Wizyta Jacka Kochańskiego kan. Sandomierskiego, (proboszcza z Trójcy, pod Zawichostem) podaje[gdzie?], że plebanem był tu X. Wojciech Poraj Wybranowski, kanonik Sandomierski ur. w 1734 r. wyśw. w 1763 r, przez Jezierskiego bis. Bakońskiego, sufr. Lubelskiego. Prezentę miał od Jacka Misiewskiego, starosty Białogrodzkiego w 1775 r. Wikarymi byli X. Józef Morawicki prebendarz różańcowy i ks. Adrian Morawski z klasztoru hebdowskiego.
- W 1781 r. X. Tomasz de Roxyce Pagowski prob. w Irządzach w opisie dobrodziejów kościoła, powiada, że o części fundacji konsekracji świątyni nie wiadomo. Tytuł św. Wacław. Patronami dziedzice Irządz i Zawady na przemian (dający prezentę księżom na probostwo). Z kościołem złączona murowana wieża, w której są dzwony. Ołtarze: główny św. Wacława w nawie MB. PJ. i św. Tekli. Promotorem Różańca był ks. Michał Korucki, Węgier, wyświęcony przez Olechowskiego sufr. kr. i ks. Antoni Borzęcki, pochodzący ze Starego Lelowa.
- Od 1811 r. X. Jan Patten, od 1815 r. X. Lademay
- Od 1816 r. X. Józef Karpiński, um. w 1835 r. Zastępcami byli: XX. Gażdziński 1827–1828 r. Wnorowski, 1828–1830, Wenit. W 1835 r. X. Anzelm Załęski objął administrację. Powiada[gdzie?], że obraz św. Wacława w w. ołtarzu będący, sprawił w 1817 r. ks. Karpiński. Ołtarze były: z obrazem Najświętszej Maryi Panny i górnym św. Tomasza, ołtarz św. Tekli w górze św. Barbara, Pana Jezusa Miłosiernego, a na zasuwie Przemienienie Pańskie, u góry Trójca Święta. W kaplicy – Niepokalane Poczęcie.
- X. Ziembiński do 1842 r. X. Zajderski do 1843 r. X. Karolikiewicz do 1863 r.
- Od 1863 r. ks. Jan Przybyłko, który był tu lat 47 do 1909 r. Za jego rządów ks. Kajetan Szymkiewicz wikary zajmował się powiększeniem kościoła
- Od 1909–1912 X. Piotr Noszczyk wikariusz.. Ks. Wojciech Kamiński proboszcz. Ks. Lucjan Stanisław Maciejski, Magister św. Teol. ur. 1874 r. radomianin, kształcił się w gimn. radomskim, w seminarium kieleckim, a po spaleniu tego przez rosyjskiego szpiega alumna, zakończył semn. w Sandomierzu. Jako wikariusz, udał się do akademii w Petersburgu. Był profesorem i viceregensem seminarium. Podczas wojny Rosyjsko-Japońskiej był kapelanem dla żołnierzy katolików Polaków na Dalekim Wschodzie. Odznaczony został wysokimi odznaczeniami wojskowymi. Sam opowiadał, że nie jednego prawosławnego żołnierza na placu w boju czy w szpitalu jednał z Bogiem i z Kościołem katolickim. Po krótkim pobycie na tutejszym probostwie, już jako kanonik gremialny kapituły kieleckiej, podczas epidemii tyfusu plamistego zaraził się u chorego i w młodym wieku życie swe tu w Irządzach zakończył. Pochowany został na miejscowym cmentarzu. Kapłan wielkiej roztropności, czystości obyczajów, zacnego, prawego i pogodnego charakteru.
- Ks. Maciej Gajos proboszcz i dziekan od 1919 r.